# József Kovács (atlet, 1911)
József Kovács (14. března 1911, Budapešť – 18. srpna 1990 tamtéž) byl maďarský atlet, překážkář, mistr Evropy v běhu na 110 metrů překážek z roku 1934.

## Sportovní kariéra
Při premiéře mistrovství Evropy v roce 1934 zvítězil v běhu na 110 metrů překážek, byl zde také členem stříbrné maďarské štafety na 4 x 100 metrů. Ve finále běhu na 200 metrů doběhl čtvrtý. Největším úspěchem na olympiádě v Berlíně o dva roky později bylo šesté místo ve štafetě na 4 × 400 metrů. Startoval také na evropském šampionátu v Paříži v roce 1938. Zde vybojoval stříbrnou medaili v běhu na 400 metrů překážek.